# La Turbie
La Turbie település Franciaországban, Alpes-Maritimes megyében. Lakosainak száma 3012 fő (2022. január 1.). La Turbie Beausoleil, Cap-d’Ail, Èze, Peille, La Trinité és Commune of Monaco községekkel határos.

## Fekvése
Monacótól északnyugatra fekvő település.

## Története

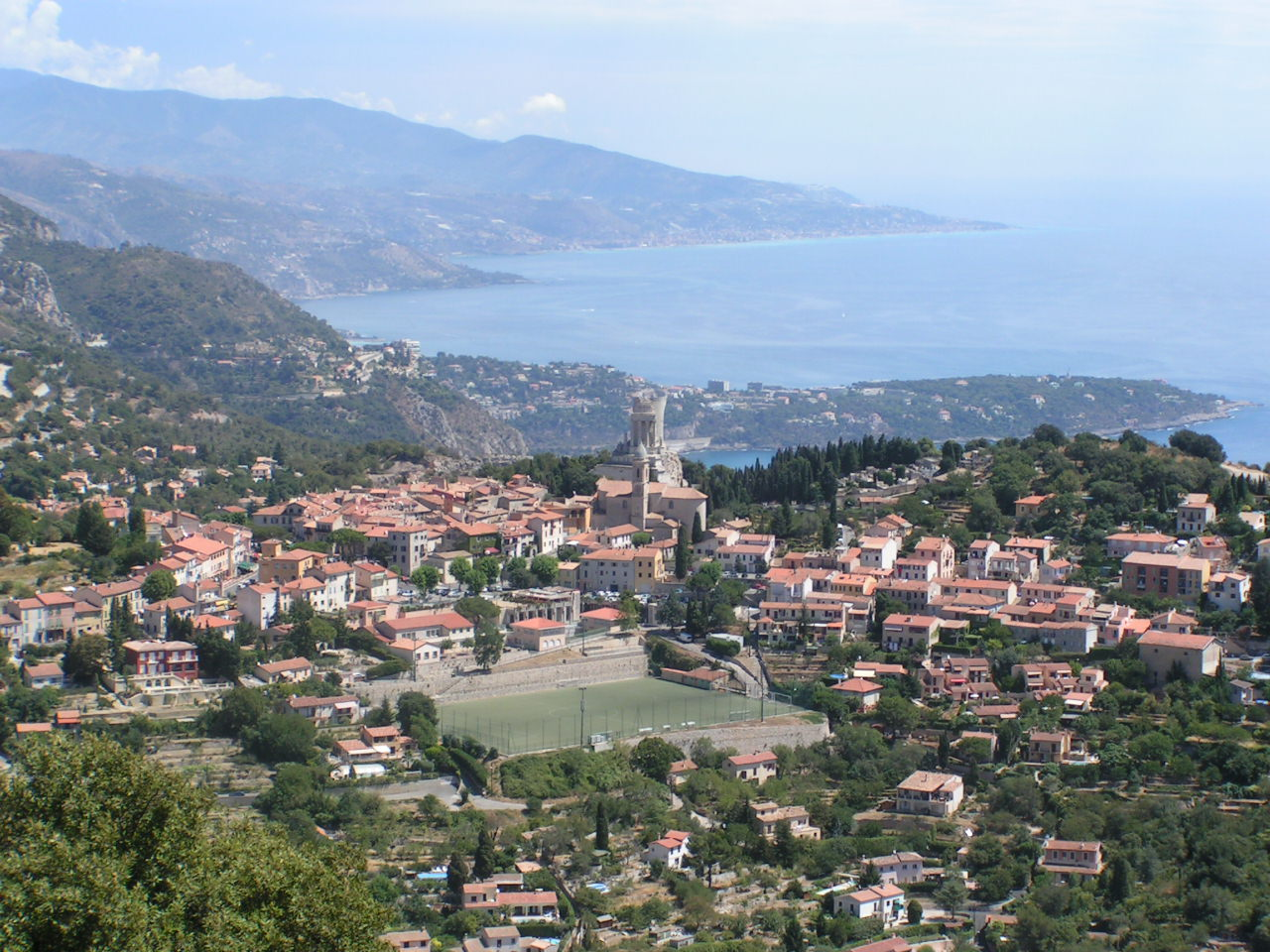
La Turbie látképe, a távolban a tengerrel

A tenger szintje fölött 600 méterrel épült fel i. sz. 5-ben itt épült fel a Gallia határát is jelző, a rómaiak diadalát hirdető 46 méter magas emlékmű.

## Nevezetességek
- Szent Mihály templom
- Római emlékmű

## Galéria

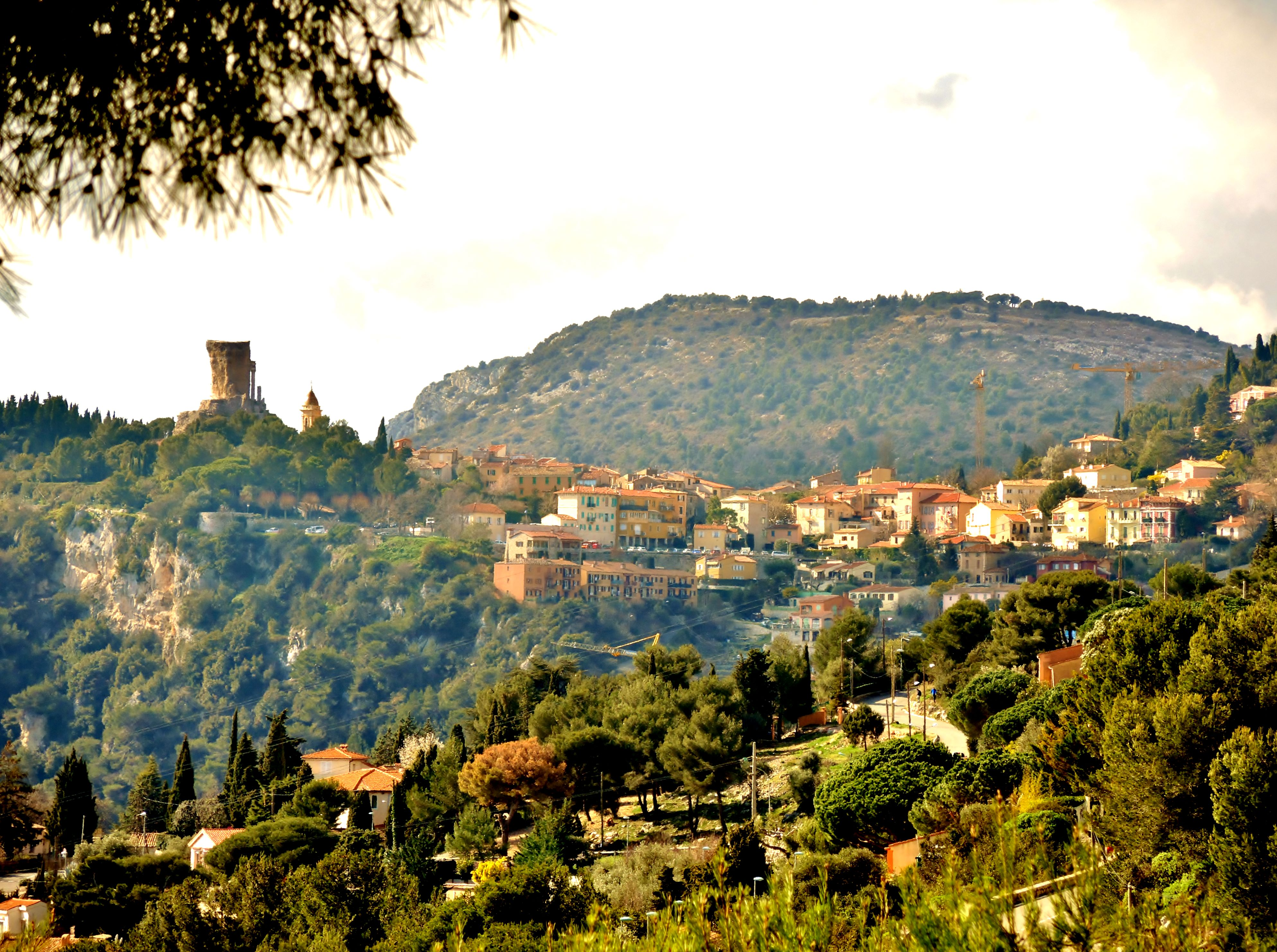
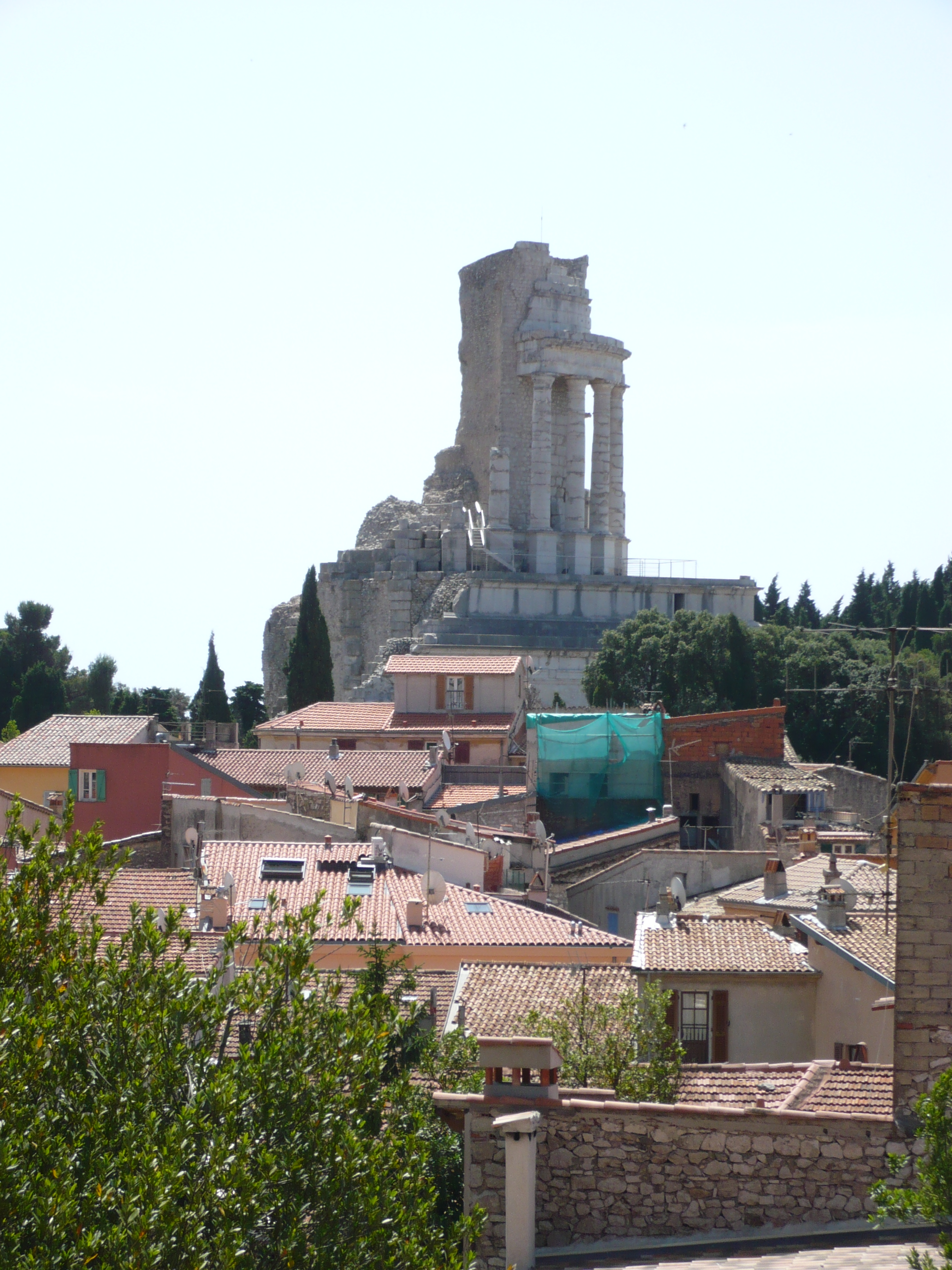
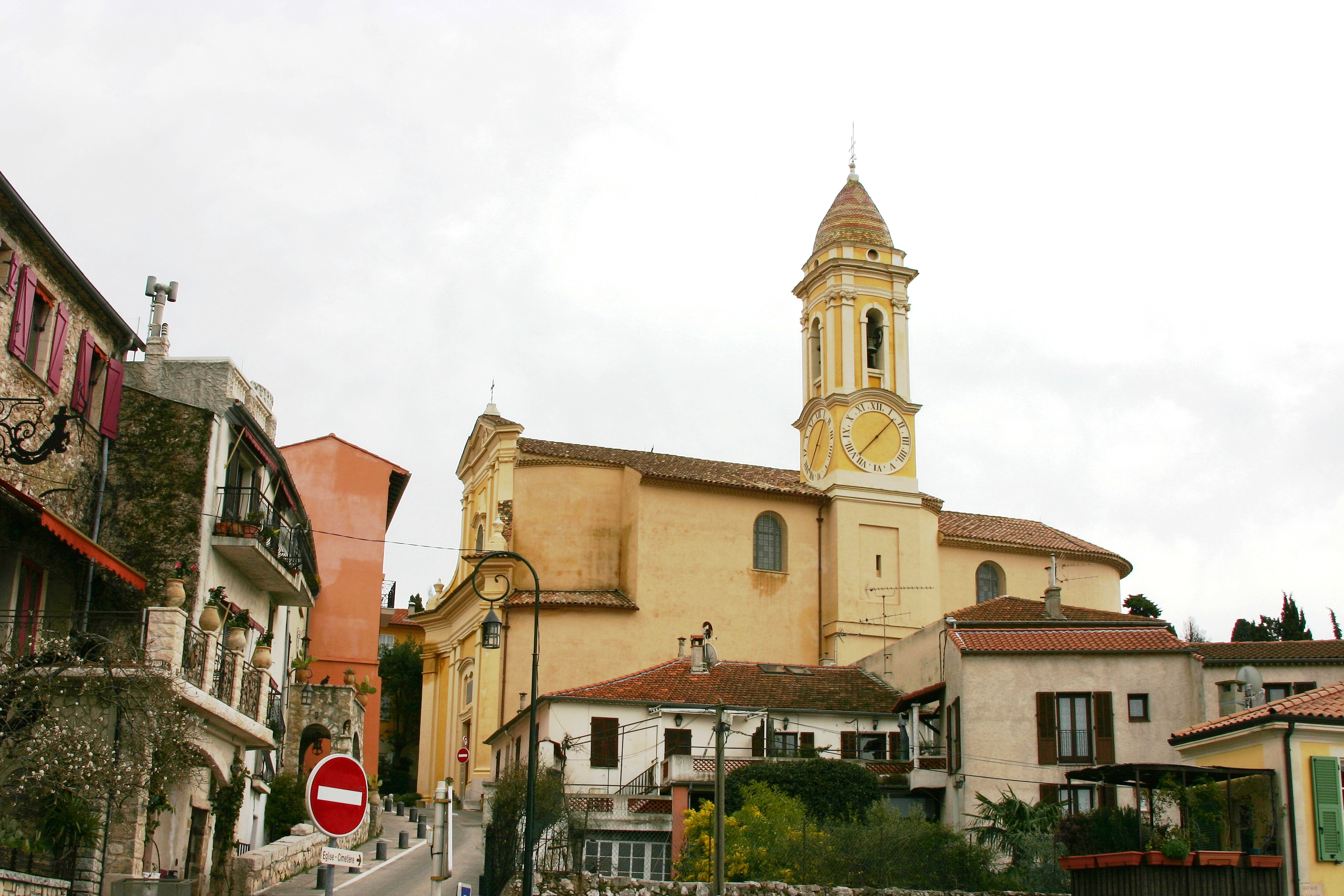
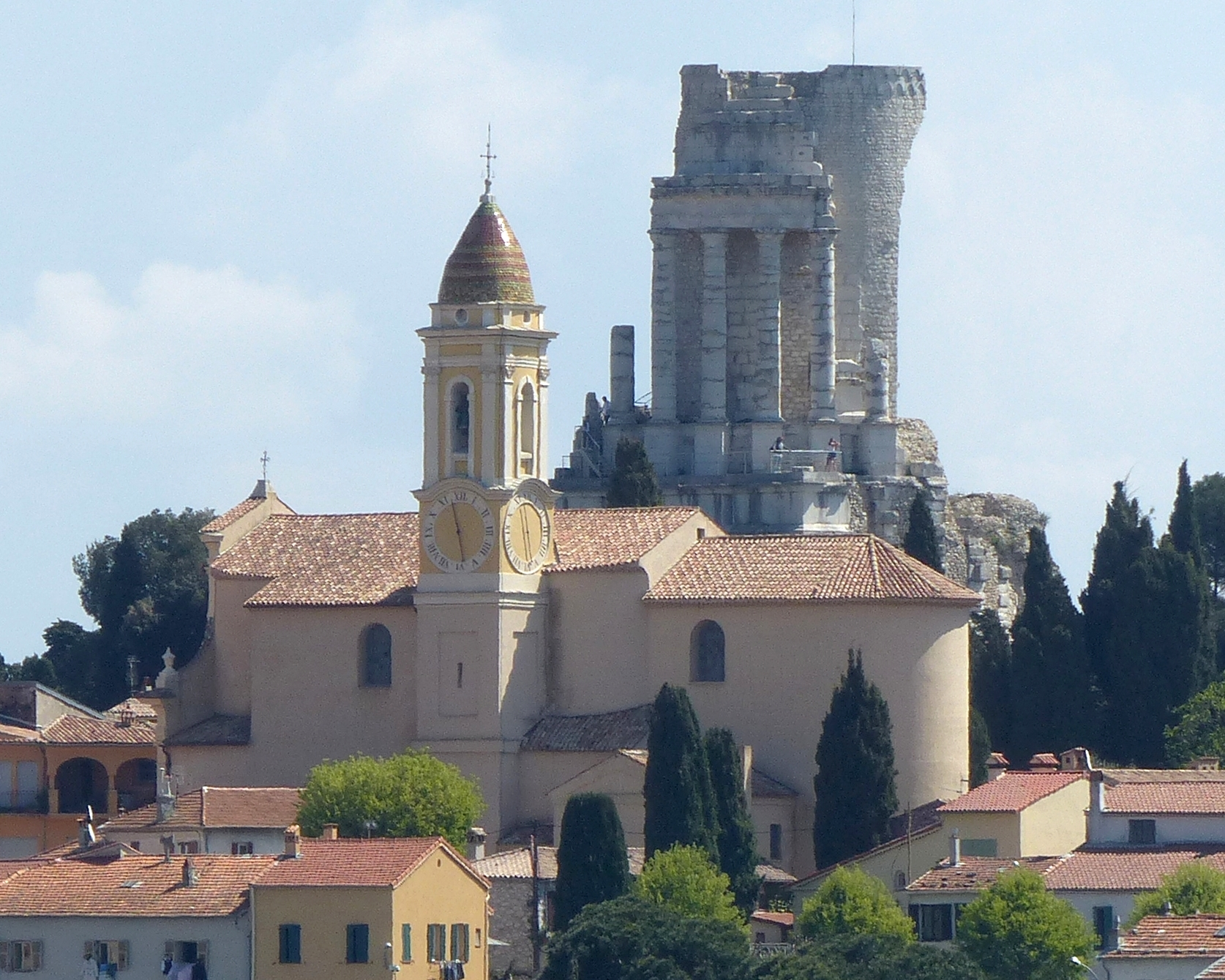
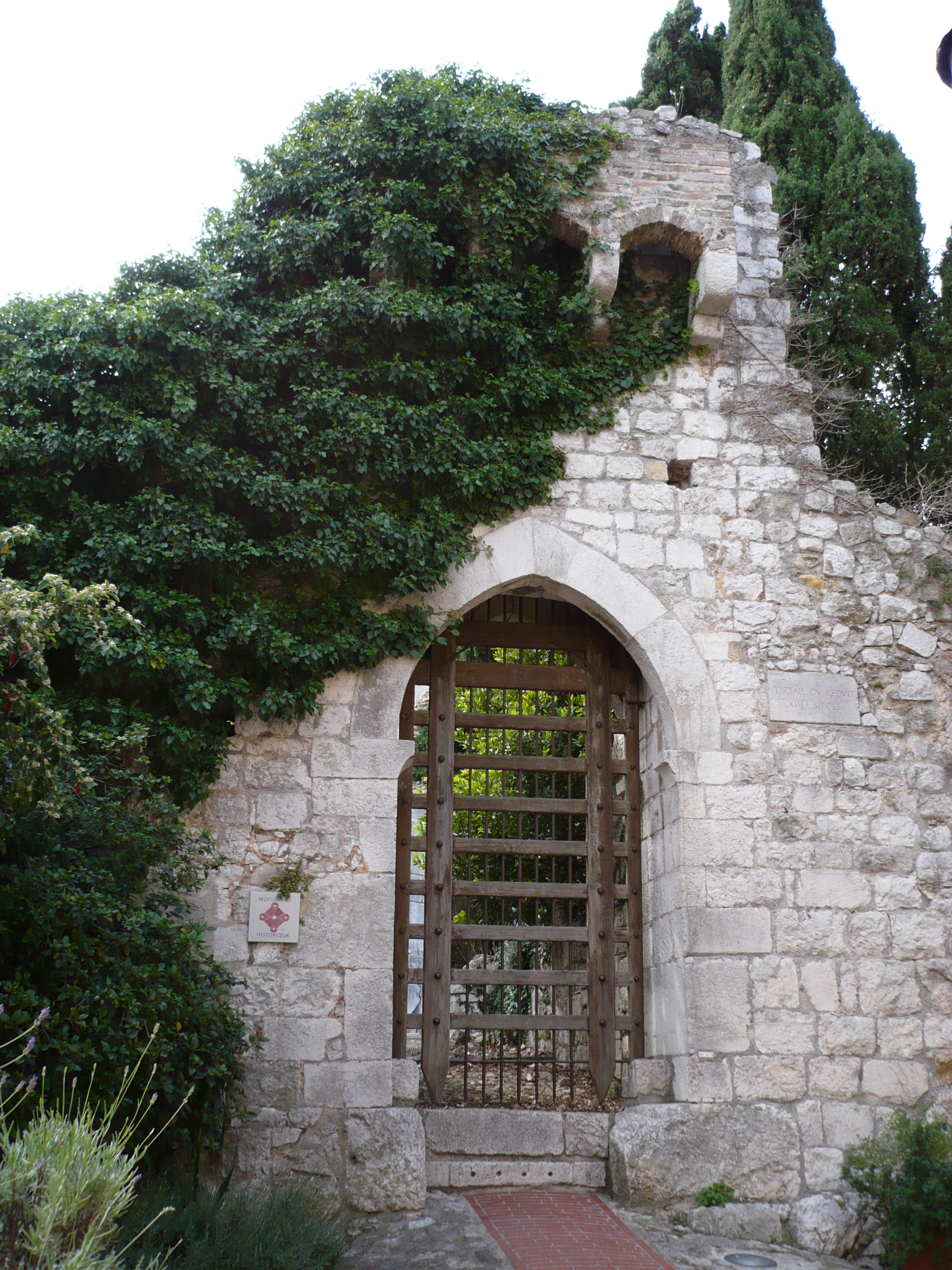
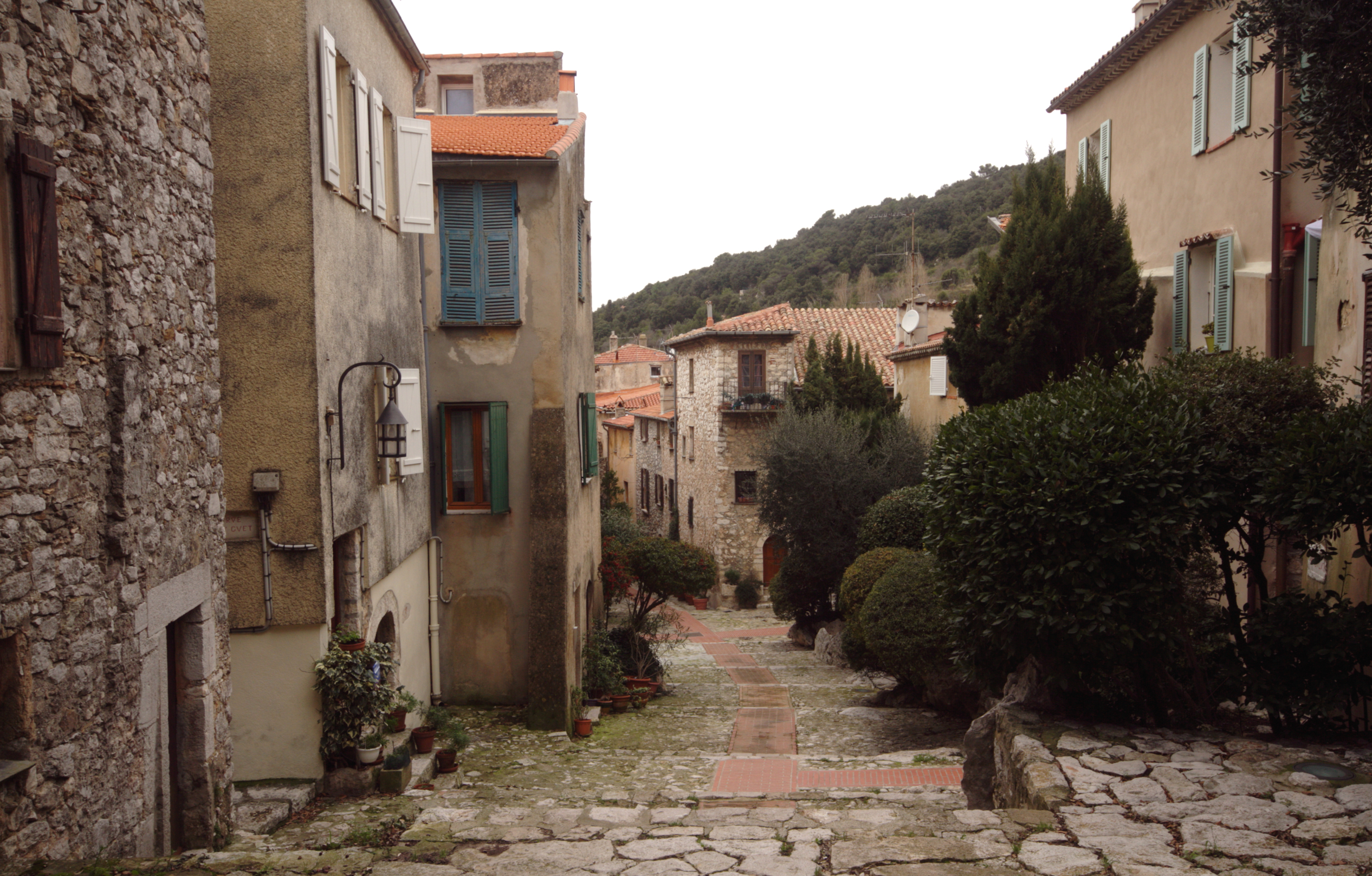
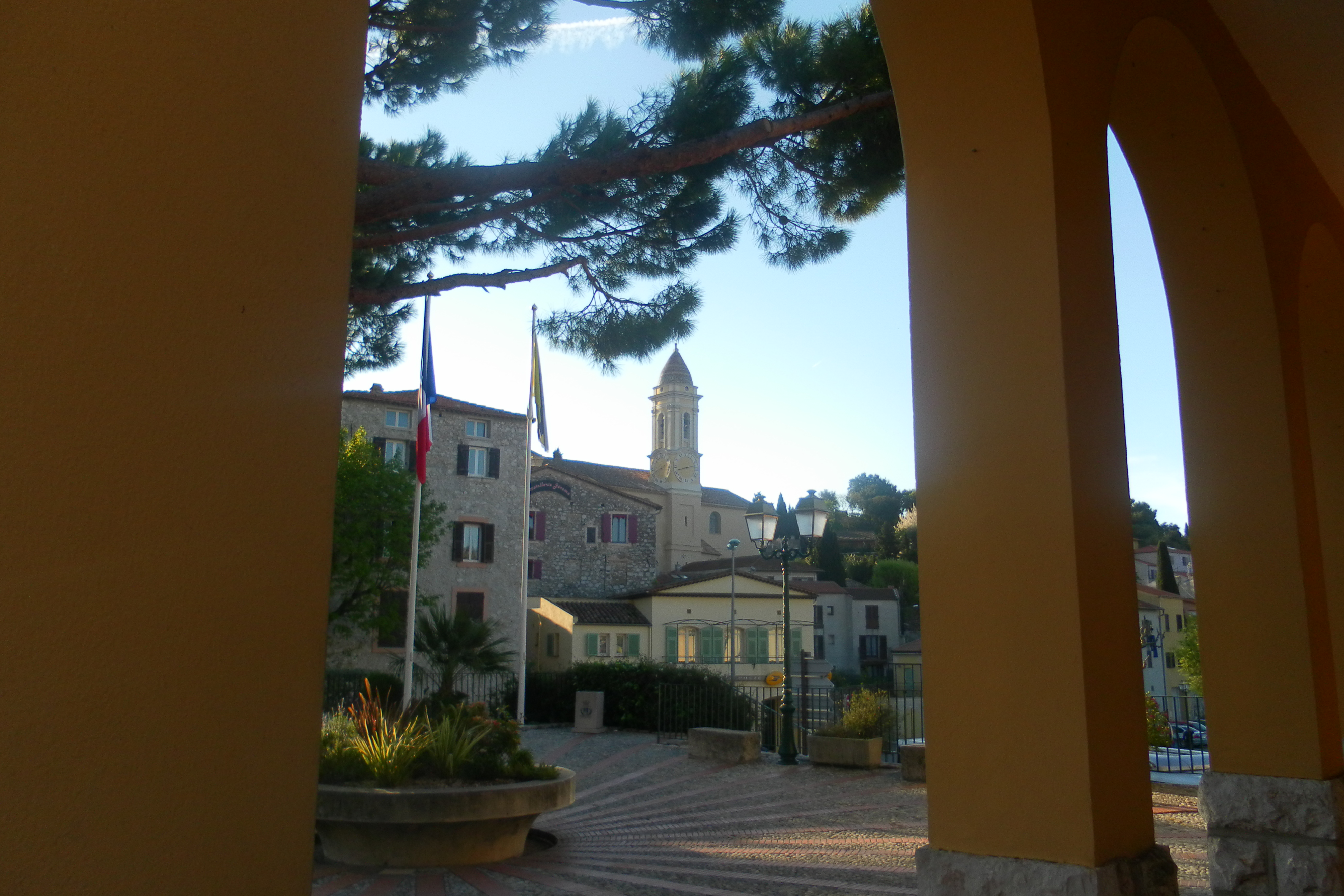
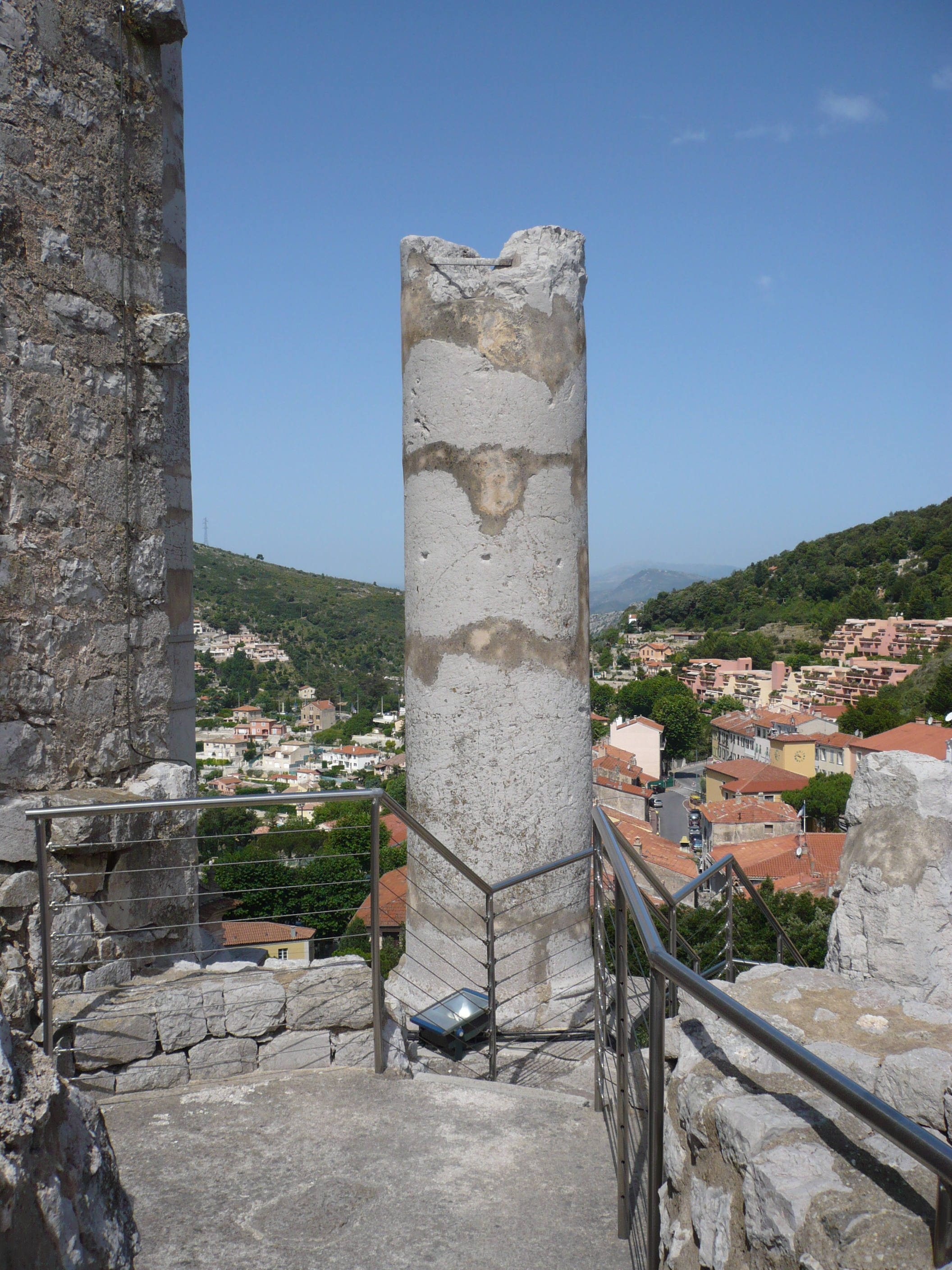
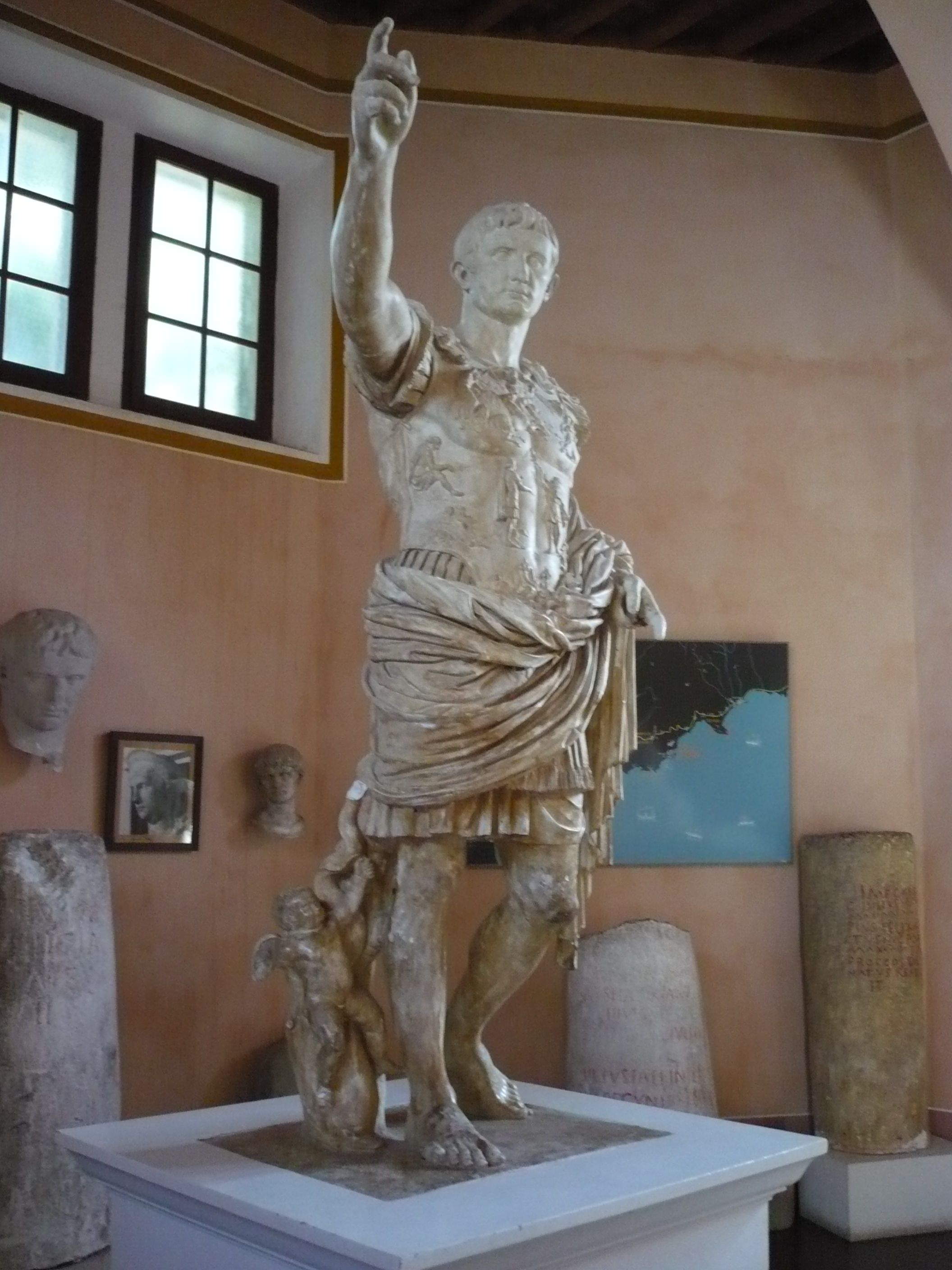
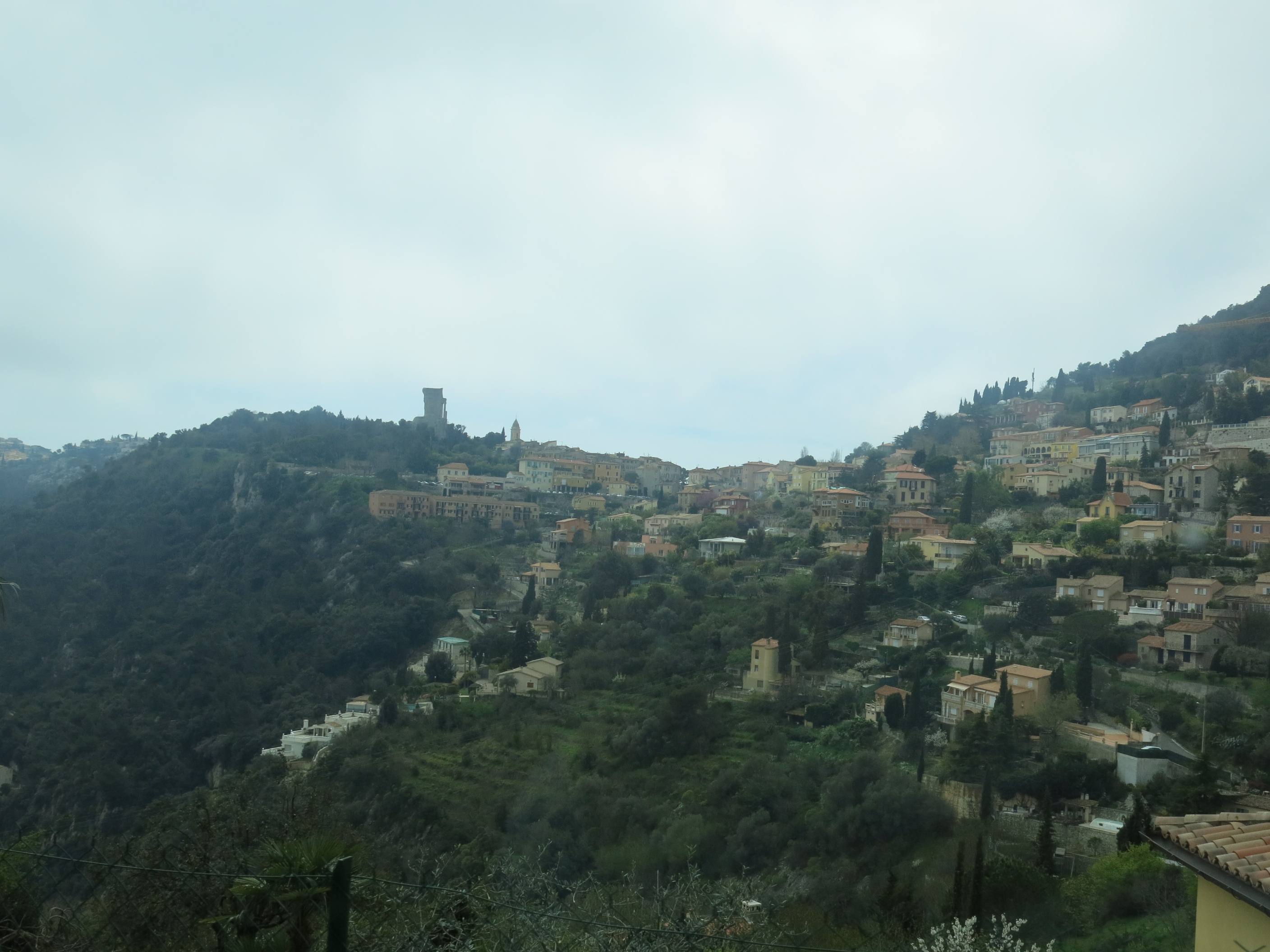
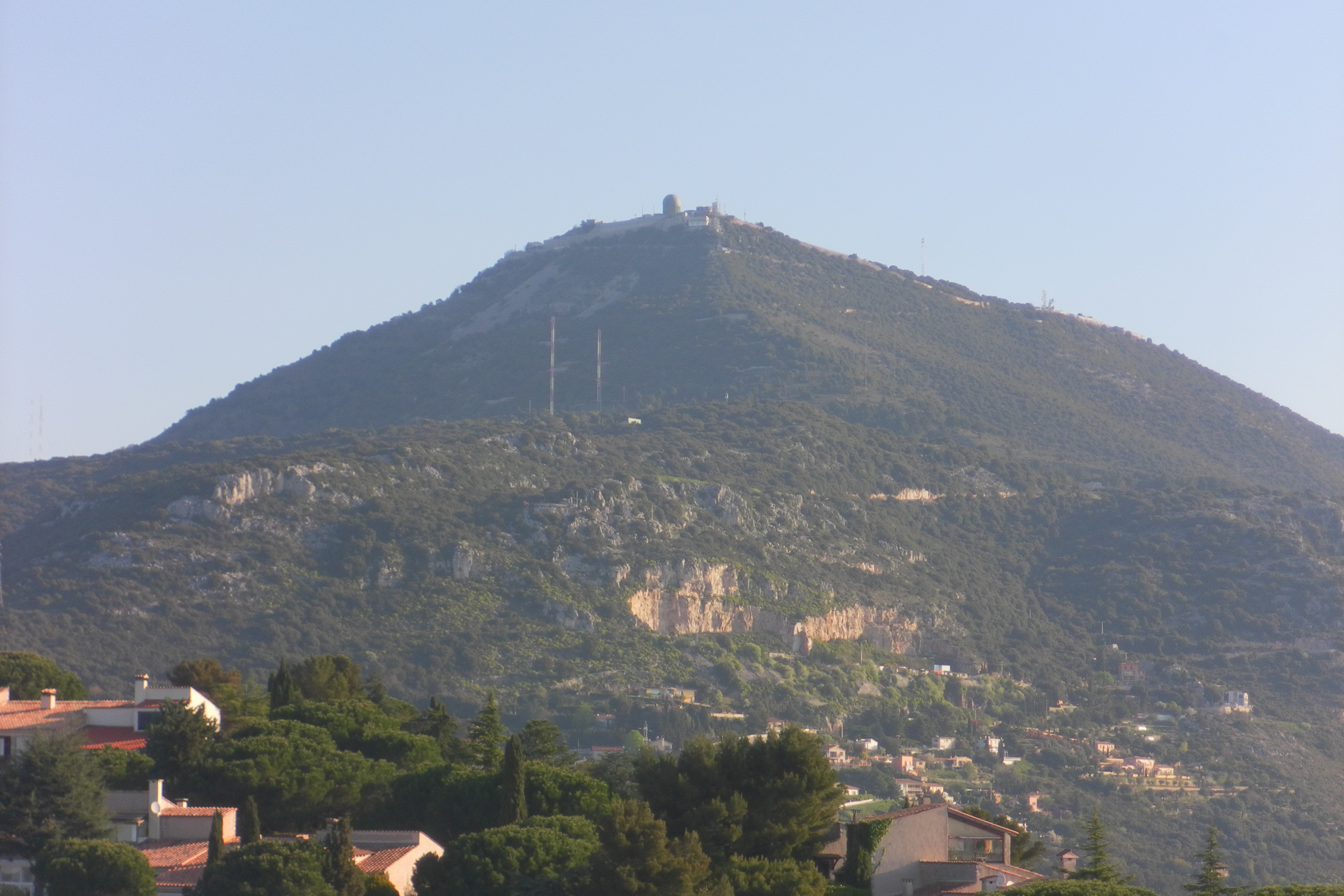
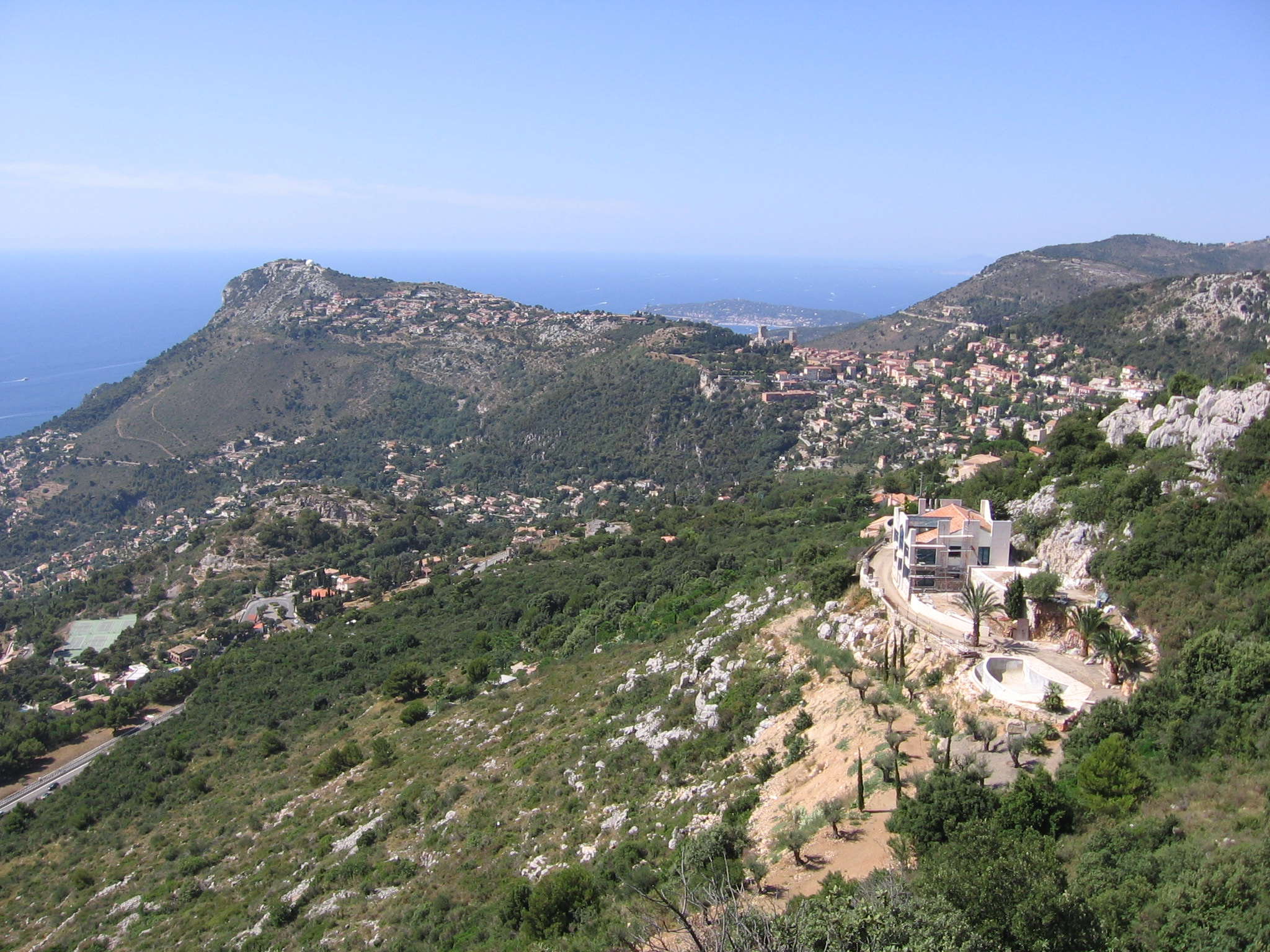
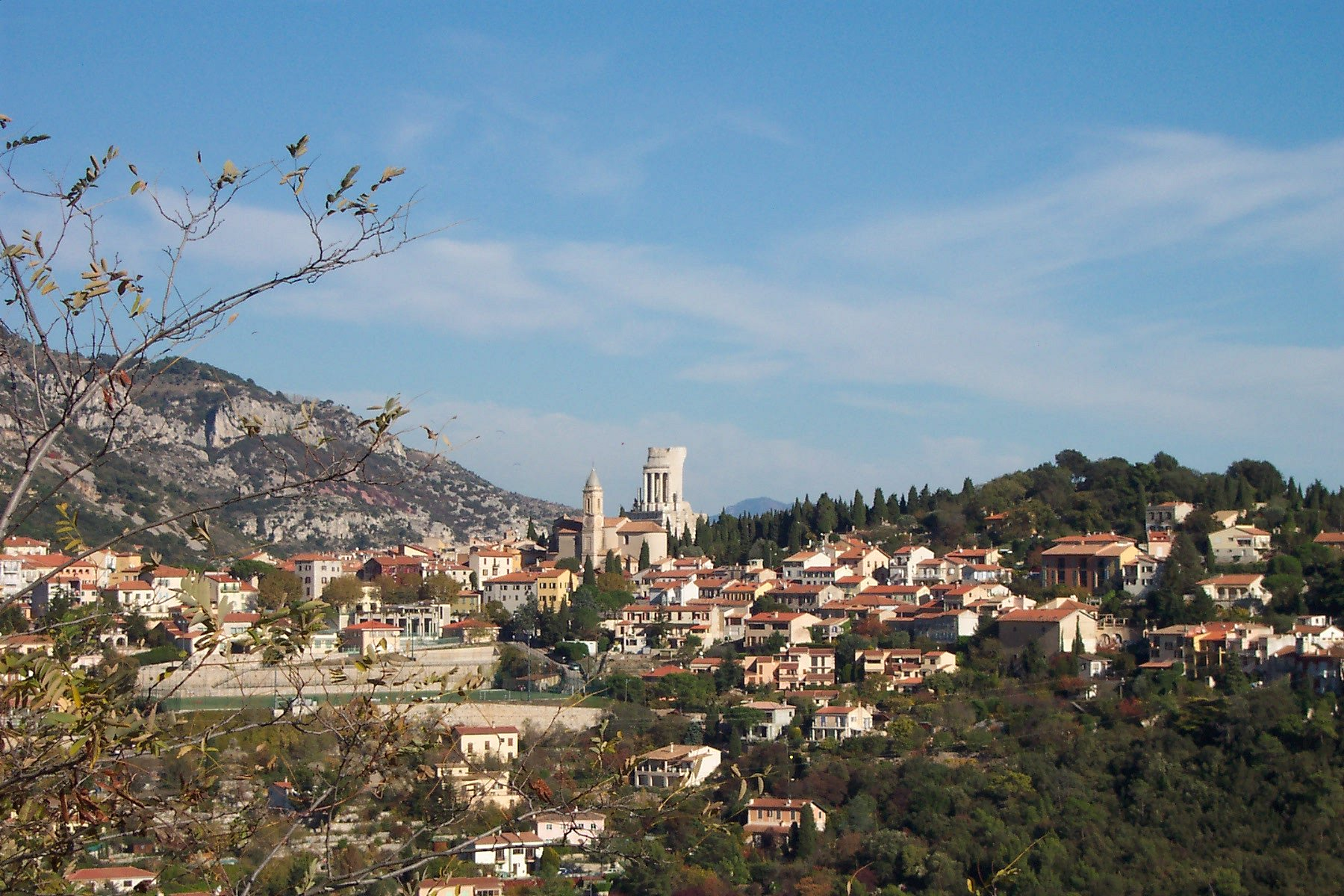
La Turbie
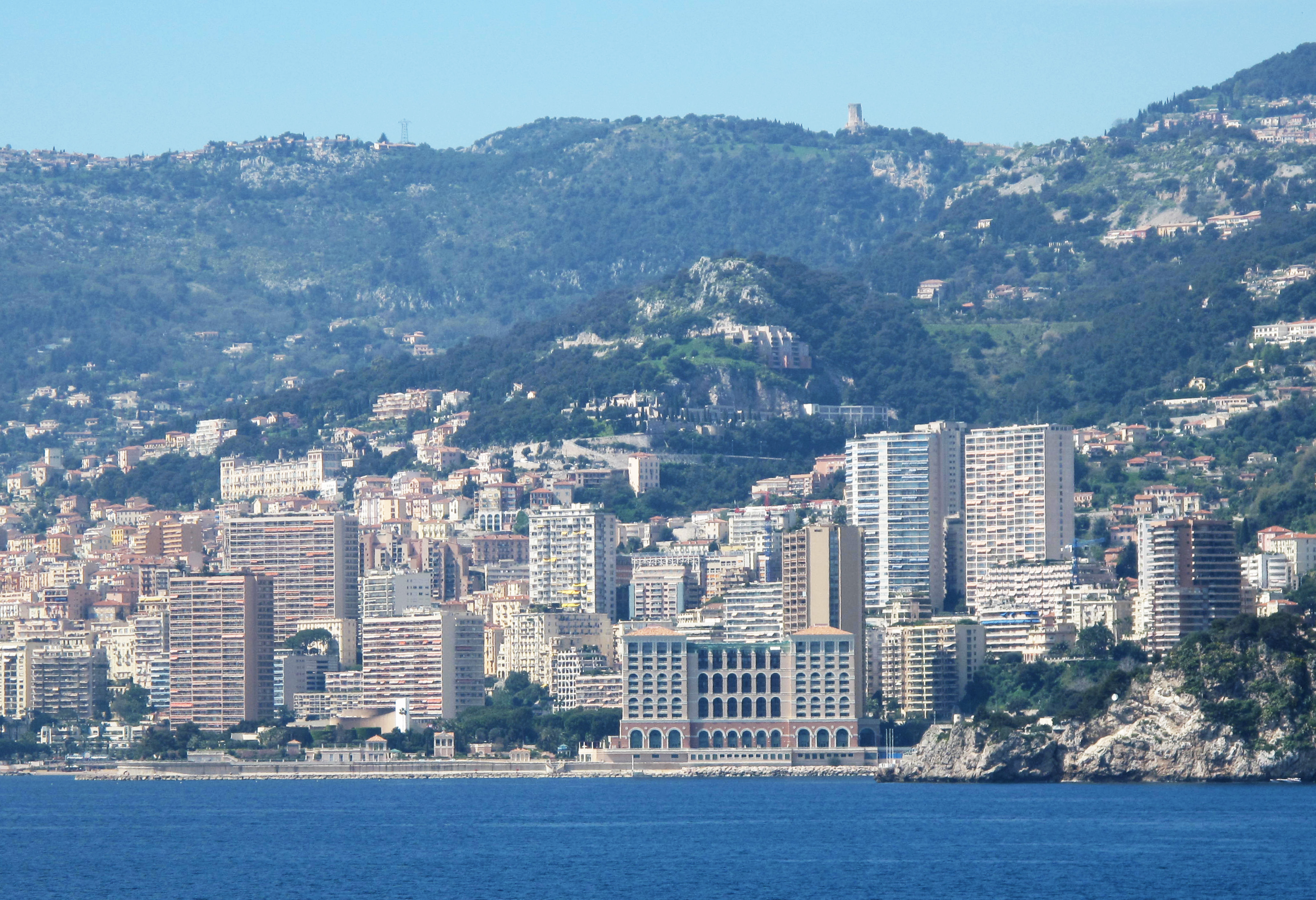
Monaco, fölötte a hegytetőn La Turbie
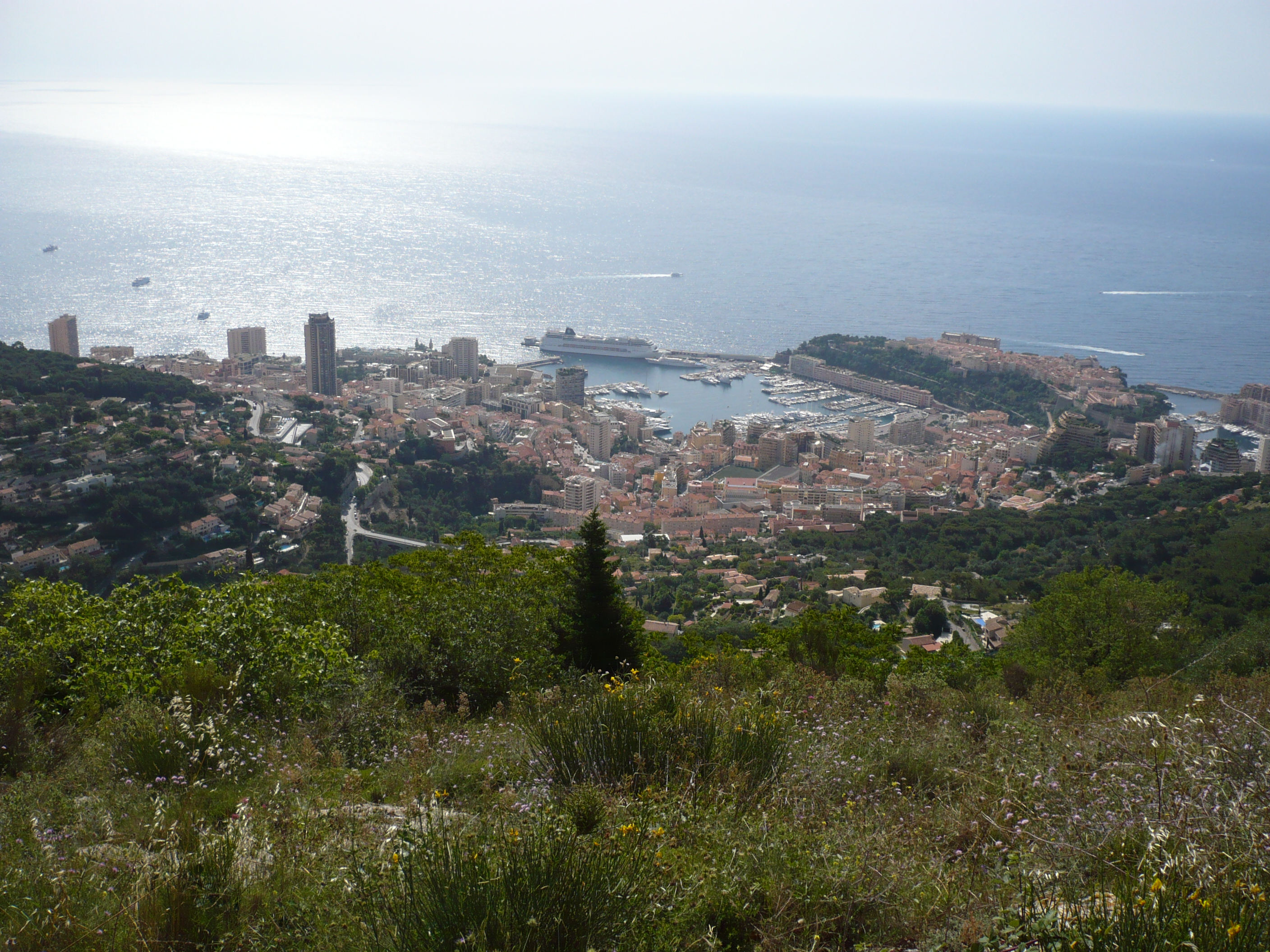
Montecarlo látképe La Turbieből nézve